# Contea di Jinchuan
La contea di Jinchuan (金川县S, Jīnchuān XiànP) è una contea della Cina, situata nella provincia di Sichuan e amministrata dalla prefettura autonoma tibetana e Qiang di Aba.